# Стара Гута (Нижньосілезьке воєводство)
Стара Гута (пол. Stara Huta, нім. Neurode) — село в Польщі, у гміні Крошниці Мілицького повіту Нижньосілезького воєводства.
Населення — 201 особа (2011).
У 1975-1998 роках село належало до Вроцлавського воєводства.

## Демографія
Демографічна структура станом на 31 березня 2011 року:
|          | Загалом | Допрацездатний вік | Працездатний вік | Постпрацездатний вік |
| -------- | ------- | ------------------ | ---------------- | -------------------- |
| Чоловіки | 98      | 16                 | 70               | 12                   |
| Жінки    | 103     | 31                 | 47               | 25                   |
| Разом    | 201     | 47                 | 117              | 37                   |